# Luis Cordero Jon Tay
Luis Gustavo Cordero Jon Tay (Lima, 23 de junio de 1975) es un abogado y político peruano. Es congresista de la república por Lima Provincias para el periodo 2021-2026.

## Biografía
Nació en la ciudad de Lima, el 23 de junio de 1975. Es hermano de la congresista fujimorista, María Cordero Jon Tay.
Estudió la carrera de Derecho en la Universidad Privada de Ica. Fue presidente de la Cámara Perú Asia Pacífico desde 2016 hasta 2021.

## Carrera política
Luis Cordero se inició en el ámbito político como simpatizante del fujimorismo, donde fue militante del partido Cambio 90 del expresidente Alberto Fujimori.
En 2011 se afilió a Fuerza Popular de Keiko Fujimori y postuló sin éxito al Congreso de la República en las elecciones parlamentarias del 2011 y luego en las elecciones extraordinarias del 2020.

### Congresista de la República
Finalmente, fue elegido como congresista de la república por Lima Provincias en las elecciones parlamentarias del 2021, obteniendo 4,531 votos, para el periodo parlamentario 2021-2026.
Dentro de su gestión parlamentaria, presidió la Comisión especial de seguimiento de la Incorporación del Perú a la OCDE (2021-2022) y preside la Liga Parlamentaria de Amistad Perú - China. Fue también secretario de la Comisión de Inteligencia y de la Comisión de Vivienda.
En 2021, fue denunciado ante la Comisión de Ética tras la denuncia presentada por su expareja de agresión física, acoso y de haber filtrado un video íntimo. Posteriormente, su caso polémicamente quedó archivado y se salvó de ser suspendido del Congreso de la República.
En marzo del 2023, se descubrió que Cordero integró una supuesta red de espionaje contra la exfiscal Patricia Benavides liderado por Jorge Hernández Fernández, alias “El Español”, asesor de Pedro Castillo. Tras esto, terminó por renunciar a la bancada de Fuerza Popular y sometido a proceso disciplinario en el partido.
En julio del 2023, se integró a la bancada Unidad y Diálogo Parlamentario conformada por los congresistas Esdras Medina, Juan Burgos, Katy Ugarte y Héctor Acuña. Sin embargo, Cordero terminó por renunciar a la bancada en febrero del 2024 por “motivos de conciencia” y luego se integró a la bancada de Acción Popular.